# Rhinocerotoidea
Rhinocerotoidea, benoemd door Gray in 1821, zijn een superfamilie van zoogdieren die ontstonden in het Midden-Eoceen. De Rhinocerotoidea omvatten de neushoorns en zijn de grootste superfamilie van de onderorde Ceratomorpha. Deze dieren slaagden erin zich aan te passen aan het verdwijnen van de bossen, waarvoor graslanden in de plaats kwamen. Heden ten dage leven er nog maar vijf soorten.

## Families en geslachten
- † Siamolophus Ducrocq et al., 2006
- † Toxotherium Wood, 1961

Familie Amynodontidae Scott & Osborn, 1883
- † Caenolophus Matthew & Granger, 1925
- † Forstercooperia Wood, 1939

Familie Hyrachyidae Osborn, 1892
- † Hyrachyus Osborn, 1892

Familie † Hyracodontidae Cope, 1879
- voor onderfamilies en geslachten, zie de familie

Familie Indricotheriidae Borissiak, 1923
- † Juxia Chow & Chiu, 1964

Familie Rhinocerotidae Gray, 1821 (Neushoorns)
- voor onderfamilies en geslachten, zie de familie